# 中倉万次郎

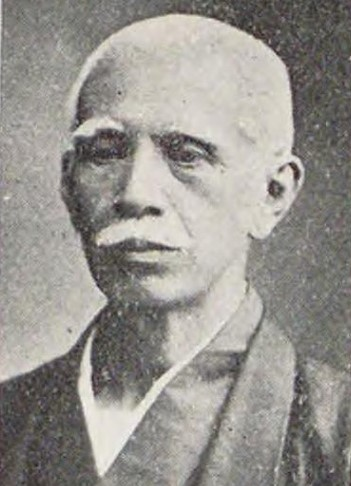
中倉万次郎

中倉 万次郎（なかくら まんじろう、嘉永2年12月22日（1850年2月3日） - 昭和11年（1936年）2月6日）は、明治時代から昭和時代初期にかけての日本の政治家・実業家。

## 略歴
現在の佐世保市吉井町の川崎家に生まれ、幼時に現在の同市世知原町の中倉家の養子となる。
1883年（明治16年）長崎県会議員に選出される。1889年（明治22年）に町村制が施行されると、北松浦郡山口村（現在の佐世保市相浦地域）の村長に選ばれた。
その後中央及び地元で長崎県農工銀行取締役頭取、衆議院議員、帝国農会議員、米価調節委員を歴任。
製茶練習所を世知原村内に開設して所長となり現在同地区の名産となっている茶作りの基礎を築いた他、北松浦郡内の道路整備や、当時栄えていた北松炭田からの石炭積み出しを目的とした佐世保軽便鉄道（のち佐世保鉄道、現松浦鉄道西九州線の一部）の設立、平戸島電燈会社の設立など、地域の発展に務めた。勲三等旭日中綬章を受ける。
1936年（昭和11年）2月6日、自宅にて病没。没後従五位に叙された。

## 史跡
- 中倉万次郎翁頌徳碑（佐世保市世知原町栗迎）
  - 旧世知原駅跡を整備した公園内に、中倉の功績を称えた頌徳碑が建立されている。